# Mas Galí
Mas Galí és una masia gòtica de Riudellots de la Selva (Selva) inclosa a l'Inventari del Patrimoni Arquitectònic de Catalunya.

## Descripció
Mas Galí, és una casa de dues plantes, vessants a laterals i cornisa catalana amb el ràfec de dues filades mixtes. Ha estat restaurada però conserva la seva estructura original, així com els elements de pedra de la façana. La porta principal és adovellada amb arc de mig punt, i les finestres són emmarcades en pedra monolítica. Cal destacar la finestra central gòtica d'arc conopial tardà i dentat amb arquets. A la dreta d'aquesta n'hi ha una altra de més petita, d'arc conopial amb impostes. Pel que fa a les obertures de la planta baixa, són rectangulars i presenten reixes de ferro forjat.
L'edifici ha estat reformat i per l'existència de fotografies antigues, se sap que algunes obertures de la façana s'han modificat, a banda i banda de l'edifici hi ha ampliacions modernes amb obertures simples i el pendent de la coberta ha estat canviada, cosa que s'aprecia en la façana lateral esquerra, on la part superior del mur és nova, de rajol sense arrebossar. En aquesta part, es pot veure, un contrafort de rajol i un petit cobert adossat, construït també de rajol. Per darrere hi ha altres annexos adossats al cos principal. Quant al parament, la façana principal és arrebossada de nou, a diferència de les laterals. Ha desaparegut la superfície circular enrajolada de davant la casa, l'era, que servia per a la batuda dels cereals. S'ha conservat però, a pocs metres, el paller, un cobert amb bigues de fusta i columnes de rajol, utilitzat avui com a garatge. També el pou, situat davant la casa, fet de rajol i envoltat per uns bancs.
A l'interior, la sala principal que serveix de distribuidor, està restaurada però manté tots els elements originals, les obertures emmarcades amb pedra, amb impostes i amb decoració d'arc conopial esculpida a la llinda, el paviment de peces de tova i la volta de rajol.